# Alpha Columbae
Alpha Columbae (Phact, 38 Columbae) é uma estrela na direção da Columba. Possui uma ascensão reta de 05h 39m 38.94s e uma declinação de −34° 04′ 26.6″. Sua magnitude aparente é igual a 2.65. Considerando sua distância de 268 anos-luz em relação à Terra, sua magnitude absoluta é igual a −1.93. Pertence à classe espectral B7IV.